# Étang du Val Favry
 (juin 2014).
L'étang du Val Favry est situé sur la commune de Coignières dans les Yvelines. C'est un plan d'eau artificiel créé pour recueillir les eaux de pluie, notamment  celles de la route nationale 10.

## Faits marquants
En 2012, l'étang a fait l'objet d'une importante pollution aux hydrocarbures, d'origine inconnue.
En mai 2020, une plateforme photovoltaïque d'assainissement de l'eau a été installée au milieu de l'étang. Son objectif est de lutter contre l'eutrophisation du bassin en l'oxygénant et d'éviter la prolifération de cyanobactéries, récurrente les étés précédents.